# Taylorismus

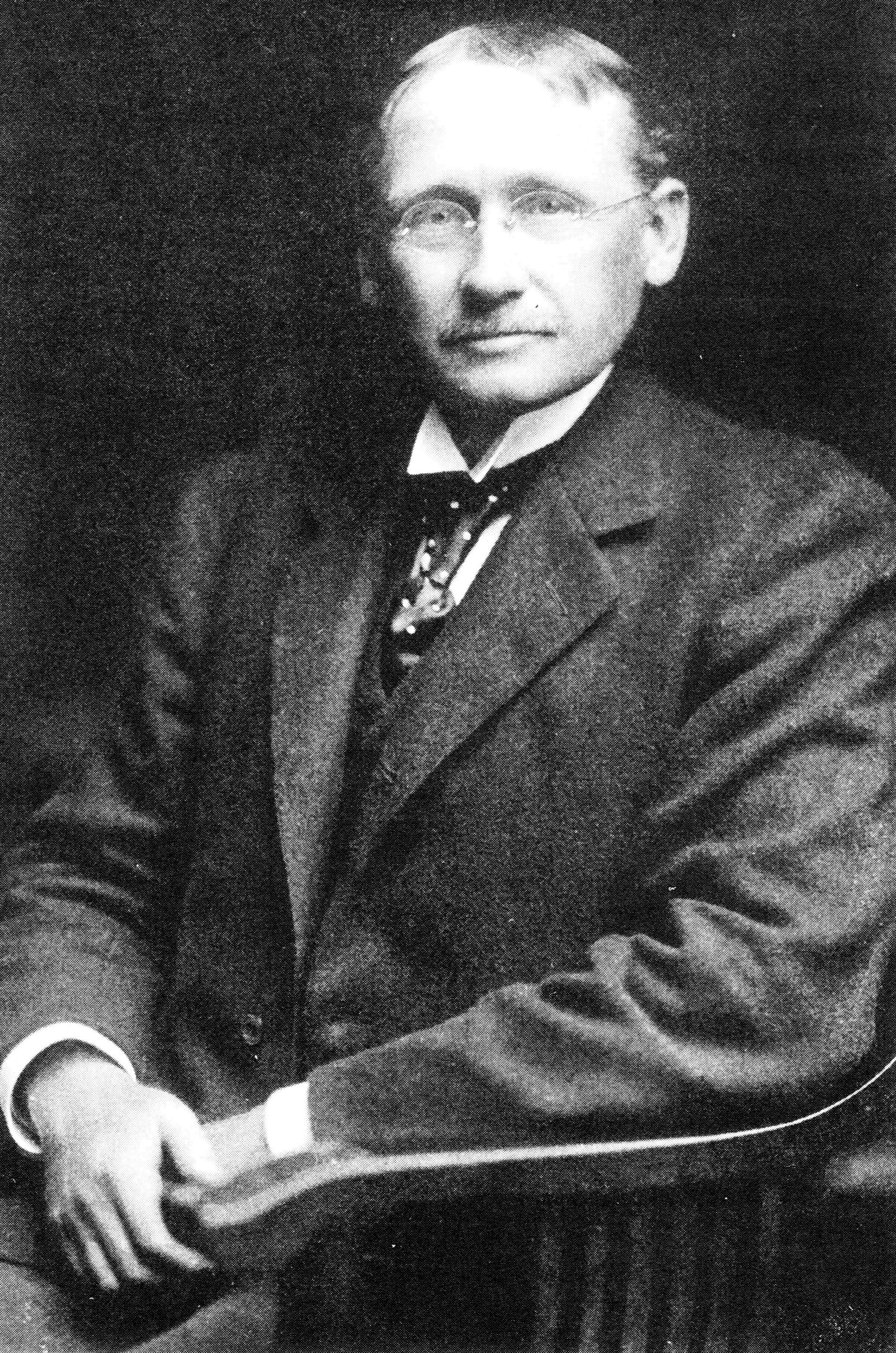
F. Taylor 1856–1915

Als Taylorismus bezeichnet man das von dem US-Amerikaner Frederick Winslow Taylor (1856–1915) begründete Prinzip einer Prozesssteuerung von Arbeitsabläufen, die von einem auf Arbeitsstudien gestützten und arbeitsvorbereitenden Management detailliert vorgeschrieben werden und für die der Begriff Scientific Management geprägt wurde. Der Begriff Taylorismus wird synonym, jedoch in vorwiegend kritischem Kontext verwendet. Meist ist dabei nicht das originäre Konzept des Scientific Management gemeint, sondern seine Umsetzung und Wirkung. Insbesondere die von Taylor propagierte Trennung geistig anspruchsvoller Arbeit von einfachen manuellen Tätigkeiten geriet mit Verweis auf das Babbage-Prinzip in die Kritik.

## Allgemeines
Gleichzeitig mit der Popularität des Scientific Management entstand auch die Bezeichnung Taylorismus. Beide Begriffe wurden zunächst sowohl von Anhängern als auch Kritikern benutzt. Seit etwa 1970 wird Taylorismus jedoch fast nur noch in kritischem Zusammenhang verwendet. Dabei richtet sich die Kritik vor allem auf folgende Aspekte, die eine flexible Aufgabenerfüllung behindern:
- Detaillierte Vorgabe der Arbeitsmethode: „one best way“,
- exakte Fixierung des Leistungsortes und des Leistungszeitpunktes,
- extrem detaillierte und zerlegte Arbeitsaufgaben,
- Einwegkommunikation mit festgelegten und engen Inhalten,
- detaillierte Zielvorgaben bei für den Einzelnen nicht erkennbarem Zusammenhang zum Unternehmungsziel sowie
- externe (Qualitäts-)Kontrolle.

### Taylors Glaubenssatz des „one best way“
1. Man suche 10 oder 15 Leute […], die in der speziellen Arbeit, die analysiert werden soll, besonders gewandt sind.
2. Man studiere die genaue Reihenfolge der grundlegenden Operationen, ebenso die Werkzeuge, die jeder einzelne benutzt.
3. Man messe mit der Stoppuhr die Zeit, welche zu jeder dieser Einzeloperationen nötig ist, und suche dann die schnellste Art und Weise heraus, auf die sie sich ausführen lässt.
4. Man schalte alle falschen, zeitraubenden und nutzlosen Bewegungen aus.
5. Nach Beseitigung aller unnötigen Bewegungen stelle man die schnellsten und besten Bewegungen, ebenso die besten Arbeitsgeräte tabellarisch in Serien geordnet zusammen.

Durch diese Zusammenstellung der schnellsten und vorteilhaftesten Einzelbewegungen ersetze man nun die 10 oder 15 unvorteilhafteren Serien von Einzelbewegungen und Handgriffen, die bisher im Gebrauch waren.
Diese beste Methode wird zur Norm und bleibt Norm, bis sie ihrerseits wieder von einer schnelleren und besseren Serie von Bewegungen verdrängt wird.

## Geschichte des Taylorismus

### Anfängliche Reaktionen
Wegen der damit verbundenen Entgelterhöhungen wurde das „Taylor-System“ anfangs von den Arbeitern durchaus oft positiv aufgenommen. Der erste Widerstand, der sich regte, ging nicht etwa gegen den Einsatz der Stoppuhr zur Bemessung von Vorgangszeiten oder gegen als inhuman empfundene Arbeitsbedingungen insbesondere einer Monotonie des Arbeitstages oder ein zu mechanistisches Menschenbild, sondern manifestierte sich im Management, das durch das Arbeitsbüro (Arbeitsvorbereitung) seine Entmachtung fürchtete.
In den USA kam es zuerst in den staatlichen Waffenfabriken zu einzelnen Streiks gegen den Einsatz des Systems. Es wurden Eingaben bei beiden Häusern des Parlaments eingereicht und Taylor musste Scientific Management vor einem Untersuchungsausschuss des Kongresses rechtfertigen. Diese Anhörungen führten zu einer weitergehenden Untersuchung durch eine wissenschaftliche Kommission, deren Ergebnisse im so genannten Hoxie-Bericht (nach dem Leiter der Kommission, Robert Franklin Hoxie) publiziert wurden.
Der Sonderausschuss lobte zwar das Konzept an sich, kritisierte jedoch vehement die Methoden:
1. Die Ergebnisse der Zeitstudien seien von Einflussgrößen abhängig, welche nicht hinreichend kontrolliert würden.
2. Das System entmachte den Arbeiter und mache ihn in bedenklichem Umfang disponibel.
3. Die Methoden zur Ermüdungsmessung seien zu grob und oberflächlich.
4. Das System vereinzele den Arbeiter, zerstöre die Solidarität und sei damit demokratiefeindlich.

In der Folge wurde der Einsatz von Stoppuhr und Prämienlohn für staatliche Fabriken in den USA 1916 verboten und blieb es bis 1949.
Ein unnützes Unterfangen, wie man bei Gegnern und Befürwortern fand, da es sich dabei um die Verbannung einzelner Methoden handelte, die das System selbst, als Paradigma einmal in der Welt, jedoch nicht mehr beseitigen konnte. So wurde beispielsweise das während des Zweiten Weltkriegs immer noch bestehende Verbot des Stoppuhreinsatzes in den amerikanischen Rüstungsbetrieben zum Auslöser der Entwicklung von MTM. Bereits ehe der Hoxie-Bericht erschien, hatten deswegen die Arbeitsingenieure (Industrial Engineering) begonnen, den Gewerkschaften – von Taylor selbst vehement abgelehnte – Mitspracherechte bei der Findung von Arbeitsnormen zuzugestehen.
In Deutschland wurde von Wissenschaftlern und Ingenieuren zwischen den beiden Weltkriegen für Scientific Management geworben. Angesichts der fatalen wirtschaftlichen Situation, in der Kapital knapp war, erhoffte man sich eine Lösung in der Effizienzsteigerung, die das System versprach. Die negative Rezeption gründete sich hier viel mehr noch als in den USA in einer mangelhaften Umsetzung. Den Rationalisierungsgewinn wollte man, die in Verbindung damit propagierten erhöhten Entgelte aber nicht. So kam es zu Verzerrungen und oft waren es diese Verzerrungen, die jedoch als Bestandteil des Systems angesehen wurden, gegen die sich Proteste richteten.
In der deutschen Rezeption und Weiterentwicklung des Scientific Management, der REFA-Methodenlehre, sind die Kritiken des Hoxie-Berichts, insbesondere bezüglich der Mitbestimmung und der Zeitstudien beseitigt. Gleichwohl sind diese Methoden und das zu Grunde liegende Paradigma gemeint, wenn heute von Taylorismus im negativen Sinne gesprochen wird.

### Gegenbewegung und Kritik

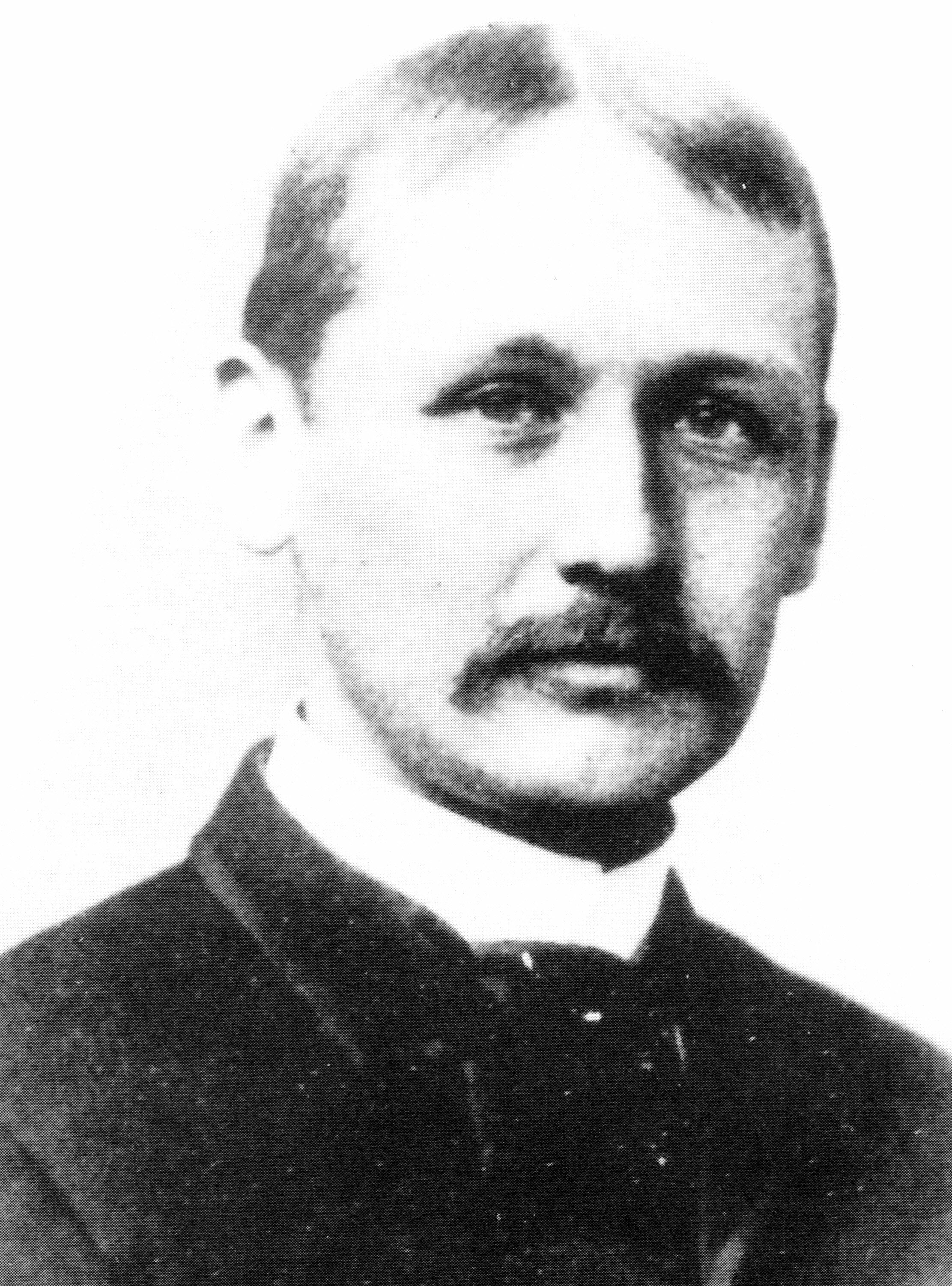
F. Taylor 1886

Aufgrund einseitiger Handlungsorientierung gilt die Herangehensweise Taylors als keineswegs so wissenschaftlich wie von ihm postuliert. So wurden von ihm keine Theorien erstellt und geprüft, sondern mittels Experimenten Feststellungen getroffen, welche dann als Postulat galten. Einzelne Experimente (zum Beispiel die Schaufelgrößenuntersuchung) wurden zum Teil nur an zwei oder drei Arbeitern über einen mehrwöchigen Zeitraum beobachtet und dann verallgemeinernd publiziert.
Verschiedene Schriftsteller wie Aldous Huxley (Schöne neue Welt) und Jewgeni Samjatin (Wir) benutzten das, was sie als Taylorismus ansahen, als eine Grundlage ihrer Dystopien. Samjatin mokiert sich etwa: „Ja, dieser Taylor war gewiss der genialste Mensch der alten Welt.“ Oder: „Wie konnten die Menschen von damals ganze Bibliotheken über einen gewissen Kant schreiben, während sie Taylor, diesen Propheten, der zehn Jahrhunderte vorausblickte, kaum erwähnten?“ Der Taylorismus wird von seinen Kritikern oft als eine Spitze der Entfremdung in der Arbeit gesehen. Der Verleger Victor Gollancz sah in der wissenschaftlichen Betriebsführung „eine kapitalistische Erfindung, die zum Ziel hatte, den letzten Tropfen Gewinn nicht nur aus den Körpern, sondern auch aus dem Charakter und den Seelen der Industriearbeiter zu quetschen“. Robert Kurz kritisiert in seinem Schwarzbuch Kapitalismus die Tatsache, dass Taylor im Stahlwerk bei einer Lohnerhöhung von 60 % eine Leistungssteigerung von 370 % erzielte, als einen Abzug an Lebensenergie.
Eine falsche Aneignung des Taylorismus ist dessen – durchaus häufige – Übertragung auf das höhere Management oder gar die Unternehmer selbst (oder in der Verwaltung dann auf die leitenden Beamten). Taylor selbst hatte dies in seinen The principles of scientific management jedoch nachdrücklich ausgeschlossen.
Ab Mitte der 1960er Jahre setzten massive Gegenbewegungen zum Taylorismus ein, die auf Humanisierung und Demokratisierung der Arbeitswelt drängten (Siehe: Humanisierung der Arbeitswelt in Deutschland, Human-Relations-Bewegung im angelsächsischen Raum). Die Übernahme des Taylorismus in der Verwaltungsreform nicht nur Anglo-Amerikas, sondern zum Beispiel auch in Deutschland im Rahmen des besonders seit den 1980er Jahren virulenten New Public Management (siehe Öffentliche Reformverwaltung) führte zu großen Problemen bei Kapazität und Effektivität.
Mit dem Rückgang der Massenproduktion und der zunehmenden Schwierigkeit, flexible Fertigungsprozesse detailliert vorzuplanen, nimmt die Bedeutung des Taylorismus in vielen industriellen Branchen ab, während zahlreiche Dienstleistungstätigkeiten zum Beispiel in Callcentern, Banken, Systemgastronomie oder Pflegeberufen unter Reduzierung von Handlungsspielräumen und Verwendung neuer Steuerungsformen zunehmend tayloristisch durchstrukturiert und flexibilisiert werden (Neotaylorismus). Dem Ziel der Effizienzsteigerung durch Standardisierung z. B. von Gesprächsverläufen mittels Skripten steht freilich gegenüber, dass das Kundenverhalten immer eine Restunsicherheit birgt, die ein flexibles Reaktionspotenzial der Mitarbeiter erfordert. Das erschwert eine Neo-Taylorisierung der Dienstleistungen.
Leborgne und Liepietz geben als Kennzeichen des Neotaylorismus die zunehmende Flexibilität der Arbeitsverhältnisse an und machen dies an der Zunahme von Teilzeitarbeit und befristeten Arbeitsverträgen fest. Die Rigidität der Arbeitsorganisation werde teilweise aufgelöst, die Produktionsstandorte werden fragmentiert, die Löhne gesenkt. Manfred Moldaschl sieht demgegenüber seit den 1990er Jahren eine definitive Trendwende weg von der tayloristischen Objektivierung der Arbeitskraftnutzung.

## Taylorismuskritik im Einzelnen

### Aufteilung in geistige und körperliche Arbeit
Die von Taylor propagierte Verlagerung der analytischen und planerischen Aufgaben vom Arbeiter hin zum Arbeitsbüro wurde am intensivsten und häufigsten kritisiert. Bereits vom Vorsitzenden des Sonderausschusses des Repräsentantenhauses, William B. Willson, und von der Hoxie-Kommission wurde dies ausführlich thematisiert: Der Arbeiter würde zu monotoner Routine verurteilt. Denken, Initiative, Arbeitsbefriedigung und -freude würden ihm verweigert, er würde intellektuell unterdrückt oder gar geschädigt und Individualität sowie erfinderischer Geist würden zerstört. Die Unfallgefahr erhöhe sich, die Gesundheit würde unterminiert und die Zeitspanne der Erwerbsfähigkeit vermindert. Die dem Arbeitgeber mit dem Arbeitsbüro übergebene Macht würde skrupellos ausgenutzt werden, so die wesentlichen Vorwürfe vor der Kommission.
Diese Vorwürfe werden im Laufe der Zeit ausgedehnt und verallgemeinert. Von immer größerer Aufsplitterung der Arbeit ist die Rede, minimalisierten Anforderungen. Die Einführung von EDV-Systemen mit Datenbanken und Suchfunktionen „taylorisiert“ die Büroarbeit und die des Konstruktionsingenieurs, dessen Wissen in eine Maschine verlagert wird. So führe der Taylorismus zur Polarisierung der Beschäftigten in einige wenige qualifizierte und viele gering qualifizierte.
Taylor selbst reagierte auf solche Vorwürfe im Wesentlichen mit folgenden Argumenten:
- Auch ein Chirurg sei sorgfältigst ausgebildet und kleinlich im Gebrauch seiner Instrumente unterwiesen. In der Folge brauche er alte Dinge nicht neu zu erfinden, sondern könne sich auf eine wirkliche Bereicherung des Allgemeinwissen konzentrieren.
- Er erwarte in der Tat, dass ein Arbeiter zumindest einmal die Arbeiten nach seinen Vorgaben ausführe, danach jedoch, dass er mit Verbesserungsvorschlägen komme, die, soweit sie tatsächlich besser sind, umgehend eingeführt werden (nach der gleichen Idee funktioniert das heute populäre Kaizen). Das sei die Art von Initiative, auf welche die Intelligenz des Arbeiters gerichtet werden müsse.
- Sein System ermögliche den Einsatz eines Arbeiters auf hochwertigeren Arbeitsplätzen als zuvor: Die Aushilfe werde zum Maschinenarbeiter, der Maschinenarbeiter zum Dreher, der Dreher zum Funktionsmeister etc. bis dass er das Ende seiner Fähigkeiten erreicht habe.
- Durch sein System seien die sich regelmäßig als unzureichend erweisenden Faustregeln der Arbeiter überhaupt erst durch systematische Herangehensweisen ersetzt und allein dadurch erhebliche Leistungssteigerungen erzielt worden.

### Zerlegung der Arbeit in kürzeste und monoton-repetitive Ablaufabschnitte

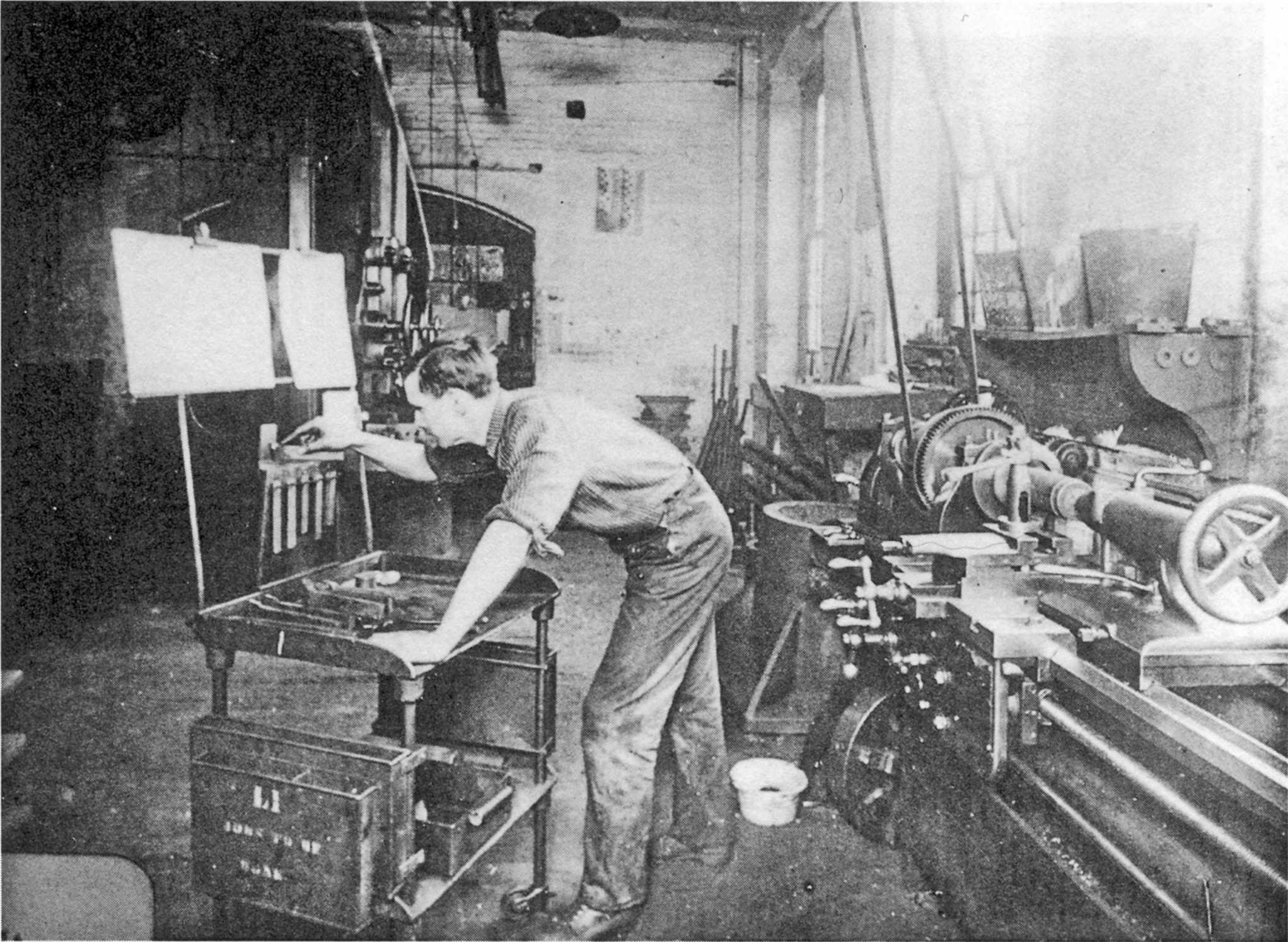
Mechaniker bei Tabor Co. einer der Vorzeigefirmen Taylors um 1905

Bereits im Hoxie-Bericht wird festgehalten, dass ungeachtet des Ziels der Zeitstudien, die Arbeit einfacher zu gestalten, ihnen eine Tendenz innewohne, die Arbeit in immer kleinere Aufgaben aufzugliedern. Umgekehrt werde dem Arbeiter die kleinste Bewegung vorgeschrieben.
Tatsächlich war es so, dass Taylor beobachtet hatte, wie die Facharbeiter viel Zeit verloren durch Zusammensuchen von Werkzeugen, durch das Schleifen ihrer eigenen Schnittwerkzeuge, was zudem noch auf drastisch unvollkommene Weise erfolgte, durch die Behebung von Störungen an den damaligen Riemenantrieben und die Wartung sowie Reparatur der Maschinen – alles unproduktive Tätigkeiten für den Arbeiter, die zudem zu mangelhafter Maschinenauslastung führten.
Taylor verwendete eine Menge Zeit darauf, den optimalen Schliff, die beste Anstellung der Werkzeuge, die passendsten Stahllegierungen zu finden sowie zum Beispiel verschleißarme Riemenantriebe zu entwickeln, Spannvorrichtungen zu verbessern etc. und seine Arbeitsergebnisse trugen ihm etliche Patente ein. Die so entstandene Arbeitsteilung, dass Werkzeuge an anderer Stelle gefertigt und wiederhergestellt und an den Arbeiter auftragsgerecht ausgegeben werden sowie dass die Instandhaltung der Anlagen durch Instandhaltungsabteilungen oder gar -unternehmen erfolgt, ist bis heute allgemein üblich, verstärkt sich sogar. Den Arbeiter dazu zu veranlassen, den Arbeitsplatz und damit seine Arbeit systematisch zu ordnen, wird derzeit mit Methoden wie 5S besonders propagiert. Ebenfalls sind Initiativen zur Verkürzung des Rüstens beispielsweise als SMED populär. Lediglich was kleinere Wartungs- und Instandsetzungsarbeiten angeht, hat es in den 1990ern eine Tendenz gegeben, diese an den Arbeiter an der Maschine zurückzuverlagern.
Die andere Form größerer Arbeitsteilung liegt in der Übertragung immer kürzerer Arbeitsfolgen. Hier wird die Systematik der Zeitaufnahme, die in Hundertstelminuten auf kleine Ablaufabschnitte erfolgt, mit dem später zu bildenden Aufgabenumfang oft verwechselt. Von Taylor jedenfalls ist eine daraus abgeleitete Forderung zu kürzeren Arbeitszyklen nicht dokumentiert. Die tatsächlich oft eingetretenen Verkürzungen der Arbeitszyklen in der Industrie hatten ihre Ursachen unter anderem in Automatisierungsfortschritten und der Einführung des Fließbandes durch Ford, nicht jedoch in den Arbeiten Taylors. Gleichwohl wurde die Kombination von Taylorismus und Fordismus, von bürokratischer (Taylor) und technischer (Ford) Kontrolle des Arbeitsprozesses zum beherrschenden Produktionskonzept der auf Massenproduktion beruhenden Industriearbeit.

### Ausbeutung durch Leistungsvorgaben, die nur Spitzenkräfte schaffen können
Bereits der Hoxie-Bericht hält als gewerkschaftliche Kritik fest, dass der Arbeiter durch den Taylorismus an die Grenze der nervlichen und körperlichen Erschöpfung getrieben werde.
Taylor argumentierte, dass durch die Zeitstudien die Arbeit zumeist erleichtert und nie anstrengender geworden sei. Seine Methode steigere die Effizienz, was nicht automatisch eine Erschwerung bedeute. Der gezahlte Bonus sei deswegen auch nicht für die Leistung, sondern für die Befolgung seiner Vorgaben. Sein sogenannter first-class man zeichne sich daher nicht allein durch eine der Aufgabe angemessene Konstitution aus, sondern vor allem durch seine allgemeine Leistungsbereitschaft sowie der Bereitschaft, nach seiner, Taylors, Methode zu arbeiten.
Heute gilt es als gesichert, dass eine Beanspruchung eines Arbeiters über seine Dauerleistungsgrenze hinaus kontraproduktiv ist und Produktivitätserhöhungen aus verbesserten Verfahren und Methoden entstehen. Eine nicht seriöse Anwendung der Methoden – die häufig zu beobachten war und ist – kann die befürchtete Überforderung jedoch bewirken. Selbst diese dürfte jedoch in der Summe geringer sein, als es den vorangegangenen Systemen der Leistungszuweisung an Arbeiter zu eigen war. In Deutschland wird, um unseriöse Anwendungen der Methoden des Arbeitsstudiums zu vermeiden, in vielen Tarifverträgen von den Arbeitsorganisatoren eine REFA-Ausbildung gefordert.

### Wissensenteignung des Arbeiters durch das Management
Im Bericht der Hoxie-Kommission findet sich ebenfalls bereits die gewerkschaftliche Kritik, der Arbeiter würde durch die „Enteignung“ seines Wissens auf lange Sicht zu einem „belebten Werkzeug der Betriebsleitung“. Gemäß der moderneren Taylorismuskritik bildet diese Wissensenteignung das Kernstück des Systems.

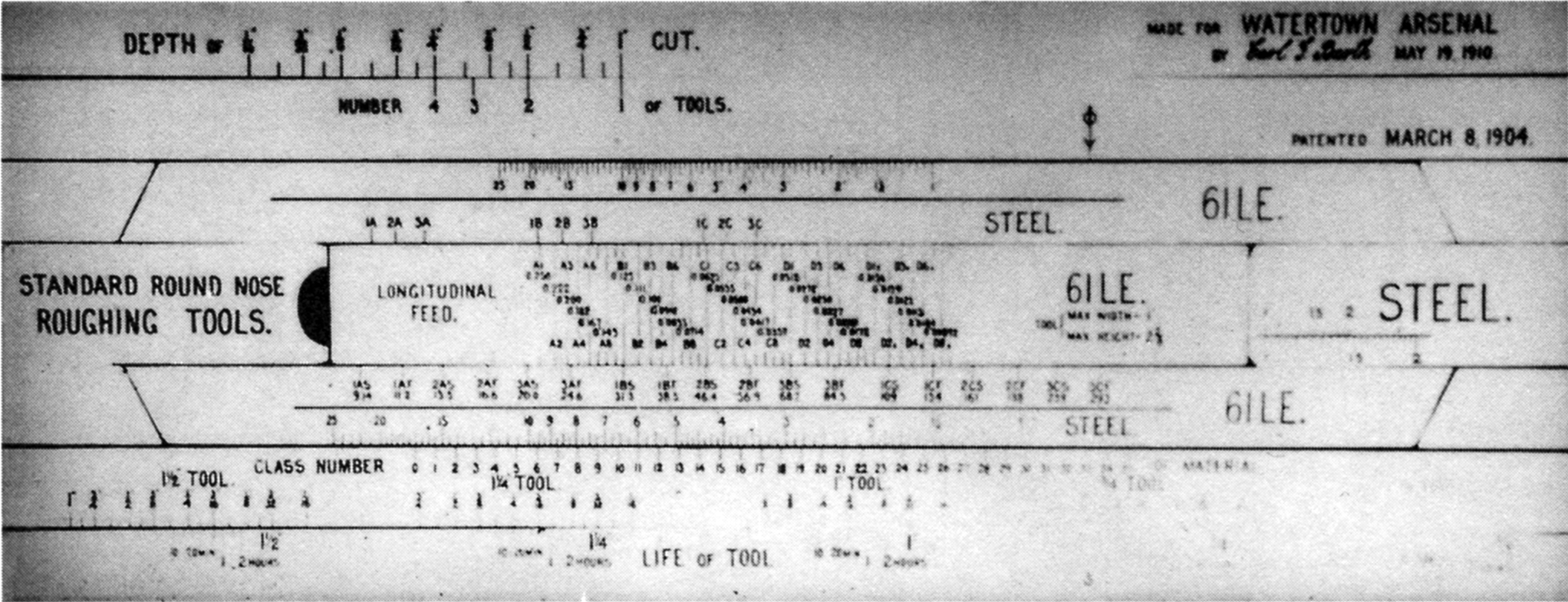
Rechenschieber für Dreharbeiten entwickelt von Frederic Taylors Mitarbeiter, dem Mathematiker Carl Georg Barth, um 1904

Nach Taylors Vorstellungen war es unbestritten sogar die Pflicht eines Arbeitsbüroleiters, das traditionelle Wissen einzusammeln, aufzuzeichnen, zu tabellieren, zu Gesetzen, in Regeln und wenn möglich in mathematische Formeln zu bringen. Es gehörte aber auch dazu, aus diesem Wissen die jeweils beste Methode abzuleiten und den Arbeiter darin auszubilden. Taylor sah das also nicht als Einbahnstraße und war der Meinung, der Arbeiter werde in seinem System sogar besser ausgebildet als zuvor. „Es ist deshalb nicht richtig, von Wissensenteignung als Charakteristikum der wissenschaftlichen Betriebsführung zu sprechen“.
Anders ist die Verlagerung der Quelle des Wissens von den Handwerkern zum Management zu bewerten. Für die Gewerkschaften führte dies in einem langen Prozess zu einer Organisation nicht mehr nach Gewerken, sondern nach Branchen. Vor dem Hintergrund stellt der derzeitige Trend, dass bei Schlüsselberufen wie Piloten, Lokführern oder Ärzten wieder berufsbezogene Gewerkschaften Tarifverhandlungen führen, eine interessante Entwicklung dar.

### Fehlende Wissenschaftlichkeit
Ein Mangel an Wissenschaftlichkeit wurde Taylor bereits bei der ASME vorgeworfen. Ein Kritikpunkt, der danach in der Kongressanhörung und im Hoxie-Bericht wieder aufgegriffen wurde und sich seitdem durch die Literatur hindurchzieht.
Dabei sind die angewendeten Methoden und die Präzision der Ergebnisse zu unterscheiden. Taylors Vorgehen bestand im möglichst genauen und vollständigen Beobachten, einer intelligenten und unvoreingenommenen Analyse der Fakten und dem Ableiten und Formulieren von Gesetzen daraus. Ein solches Vorgehen entspricht den Ansprüchen an eine wissenschaftliche Methodik.
Anders sieht es bei den Ergebnissen aus. Der Vorwurf richtet sich auf deren mangelnden Determinismus. Das gilt bis heute: Sollzeiten aus Zeitaufnahmen werden nach wie vor aus Mittelwerten bei kontrollierter Streuzahl ermittelt. Für den Leistungsgrad hat man die Vokabel Leistungsgradbeurteilung eingeführt und sich damit von der Idee der Messbarkeit, die in der alten Vokabel Leistungradschätzung – etwas Geschätztes kann man prinzipiell nachmessen – enthalten war, verabschiedet. Verteilzeiten werden seltener durch eine Verteilzeitaufnahme, sondern typischerweise mit statistischen Methoden wie beispielsweise der Multimoment-Studie festgestellt oder gleich mit den Gewerkschaften ausgehandelt. Die Dauerleistungsgrenze und eventuell erforderliche Erholungszeiten könnten analytisch und im Einzelfall ermittelt werden; tatsächlich ist der damit verbundene Aufwand nur im Spitzensport interessant, und es bleibt für den Arbeiter bei statistisch ermittelten Tabellen.
Zu Taylors Zeiten erwartete man in der Wissenschaft deutlich deterministischere Ergebnisse und man stand den rein stochastischen skeptischer gegenüber, als dies heute, nach der Entdeckung der Heisenbergschen Unschärferelation, der Fall ist.

### Ablehnung des Scientific Management als solches
Kritiker, die das System an sich ablehnten, traten ebenfalls bereits zu Lebzeiten Taylors auf. Hauptablehnungsgrund war und ist der angeblich menschenverachtende Charakter des Systems. Als Beleg dafür wird gerne der folgende Satz aus Taylors Hauptwerk, den Principles of Scientific Management zitiert: „In the past man has been first; in the future the system must be first“ (in der deutschen Ausgabe: „Bisher stand die „Persönlichkeit“ an erster Stelle, in Zukunft wird die Organisation und das System an erster Stelle treten“).
Der Satz ist hierzu grob aus dem Zusammenhang gerissen. Taylor meinte den damals üblichen – und heute wieder aufkommenden – von außen eingekauften Spitzenmanager, der das Unternehmen nach seinen persönlichen Vorgaben oder Ambitionen und Fähigkeiten leitet, der zurücktreten müsse zu Gunsten eines durch die mittlere Führung systematisch organisierten Systems der Leitung des Unternehmens, und nicht etwa den Arbeiter.
Als weiterer Beleg für die Menschenverachtung diente das Wirken der sich an die populär gewordene Methode anhängenden selbsternannter Efficiency Experts, im Hoxie-Bericht als Fakire bezeichnet, die oft die Prinzipien Taylors regelrecht missbrauchten, um einseitig rasch Erfolge zu erzielen. Dies entstand einerseits aus dem Motiv der „Experten“, sich an der Leichtgläubigkeit ihrer Klienten zu bereichern, andererseits, weil bei manchen Klienten ein derartiger Handlungsdruck bestand, dass für eine seriöse Einführung des Taylorsystems weder Zeit noch Ressourcen vorhanden waren. Zudem fehlten festgelegte Normen und definierte Voraussetzungen, die es erlaubten, seriöse Beratung von Scharlatanerie zu unterscheiden. Der Hoxie-Bericht stellte dazu fest, dass (von wenigen löblichen Experten abgesehen) den Unternehmern und Propagandisten der wissenschaftlichen Betriebsführung das Verständnis für die damit verursachten allgemeinen menschlichen und sozialen Probleme fehle, die sie nach sich zieht. Die Hoxie-Kommission schlug als pragmatische Lösung vor, die Methoden zu übernehmen, damit Ungenauigkeit durch Kenntnis zu ersetzen und systematisch darauf hinzuwirken, Verschwendung (japanisch: Muda) zu vermeiden. Den Gewerkschaften wies sie die Aufgabe zu, die Arbeiterschaft vor einem Missbrauch der Methoden des Scientific Management zu schützen.
Im Wesentlichen um diese Fakire zu vermeiden, Methoden und Terminologie zu vereinheitlichen und die Anwender der Methoden zu vernetzen, wurde in Deutschland der REFA gegründet, in dessen Leitungsgremien regelmäßig Vertreter der Arbeitgeber sowie der Gewerkschaften paritätisch berufen werden und dessen REFA-Methodenlehre mit den Spitzenverbänden der Tarifparteien abgestimmt ist.
In den Aussagen vor der Hoxie-Kommission versuchte Taylor selbst, sein System wie folgt auf zwei Punkte zu reduzieren:
1. Eine geistige Umwälzung, die Leitung und Arbeiter zu Freunden macht;
2. die wissenschaftliche Untersuchung aller Elemente des Unternehmens.[26]